# Mario Chaldú
Mario Norberto Chaldú (Buenos Aires, 6 giugno 1942 – Monte Grande, 1º aprile 2020) è stato un calciatore argentino, di ruolo attaccante.

## Carriera

### Club
Cresciuto nel Banfield, vi giocò, a più riprese per la gran parte della carriera, scendendo in campo 119 volte con 21 gol. Negli intervalli giocò nel San Lorenzo, nel Racing Club e nel Kimberley de Mar del Plata, dove chiuse la carriera nel 1971.

### Nazionale
Con la Nazionale di calcio dell'Argentina partecipò al Mondiale di Inghilterra 1966 senza scendere in campo. In totale con la maglia albiceleste Chaldu giocò 5 partite senza gol.

## Palmarès

### Club

#### Competizioni nazionali
- Primera B Nacional: 1

Banfield: 1962